# 56 př. n. l.

## Hlavy států
- Parthská říše – Mithradatés III. (58/57 – 56/55 př. n. l.) + Oródés II. (58/57 – 38 př. n. l.)
- Egypt – Ptolemaios XII. Neos Dionýsos (80 – 51 př. n. l.)
- Čína – Suan-ti (dynastie Západní Chan)